# Дебрянский
Дебрянский — Хутор в Угранском районе Смоленской области России. Входит в состав Михалёвского сельского поселения. 
Население — 0 жителей (2007 год). 
Расположена в юго-восточной части области в 6 км к северу от Угры, в 23 км юго-западнее автодороги Р132 Вязьма — Калуга — Тула — Рязань, на берегу реки Дебря. В 0,1 км восточнее от деревни находится железнодорожная станция Дебрянский на линии Торжок-Брянск. 

## История
В годы Великой Отечественной войны деревня была оккупирована гитлеровскими войсками в октябре 1941 года, освобождена в марте 1943 года.